# Kamenka (přítok Angary)
Kamenka (rusky Каменка) je řeka v Krasnojarském kraji v Rusku. Je dlouhá 313 km. Plocha povodí měří 11 400 km².

## Průběh toku
Tok řeky je členitý a v korytě překonává říční prahy. Ústí zprava do Angary v povodí Jeniseje.

### Přítoky
- zprava – Uderej
- zleva – Kožima

## Vodní režim
Zdrojem vody jsou sněhové a dešťové srážky.

## Využití
Řeka je splavná.